# 尾路遠仮乗降場
- 尾路遠仮乗降場
- 尾路園仮乗降場

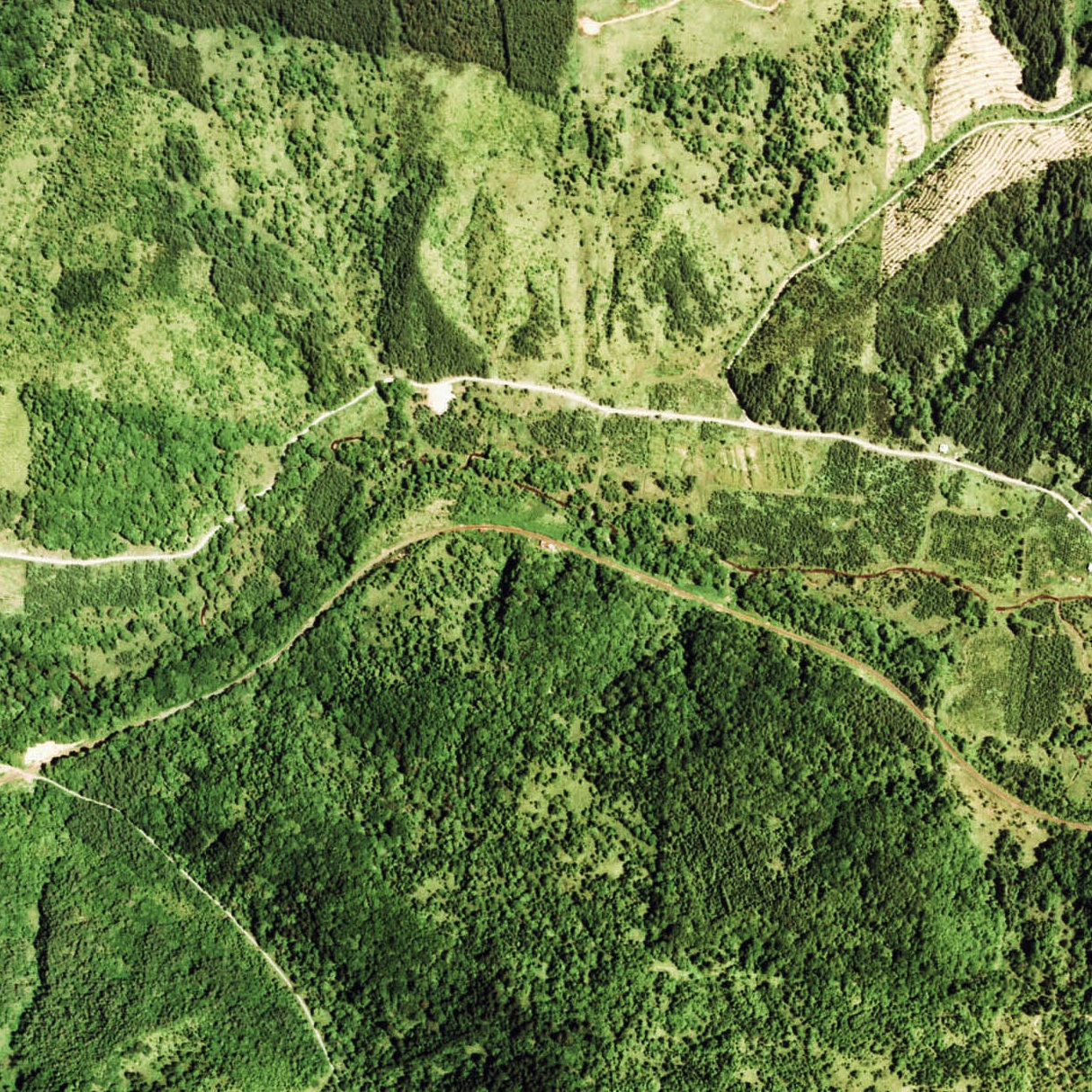
1976年の尾路遠仮乗降場と周囲約1km範囲。中央に線路班事務所があり、その左側のカーブの頂点近くに小さな錆色屋根の待合室が見える。国土地理院 地図・空中写真閲覧サービスの1948年米軍撮影航空写真 USA-R404-18 によれば、線路班事務所を間に挟んだ左右のいずれも南側に、それぞれ待合室を持つ単式ホームが確認できる。

尾路遠仮乗降場（おろえんかりじょうこうじょう）は、かつて北海道（胆振支庁）有珠郡大滝村字豊里（現・伊達市大滝区豊里町）にあった日本国有鉄道（国鉄）胆振線の仮乗降場（廃駅）である。

## 歴史
- 1941年（昭和16年）10月12日 - 胆振縦貫鉄道徳舜瞥駅（後の新大滝駅） - 西喜茂別駅（後の喜茂別駅）間延伸開通に伴い尾路遠停留場（おろえんていりゅうじょう）として開業[1]。旅客のみ取扱い[2]。
- 1944年（昭和19年）7月1日 - 胆振縦貫鉄道が戦時買収により国有化。線路名を胆振線に改称。同時に仮乗降場に格下げ。それに伴い同線の尾路遠仮乗降場（局設定）となる[1]。
- 1961年（昭和36年）頃 - 上下ホームのうち一方を廃止撤去[3]。
- 1985年（昭和60年）末頃 - 廃止[1]（自然消滅）[2]。

過疎化するまで住民が利用していたため、大滝村は1949年（昭和24年）、1950年（同25年）、1961年（同36年）に正式駅への昇格を陳情している。

### 駅名の由来
当駅の所在した旧地名に由来する。もともとこの地域はオロウエンシリベツと呼ばれていたが、当乗降場の位置よりすぐ北側に接して開拓植民地が作られ、1919年（大正8年）の二級町村制施行時に上尾路遠、中尾路遠、下尾路遠の字名が付けられた（後に下尾路遠は村界変更により喜茂別村へ分村して御園となった。）。一方、当乗降場はそれらの植民地より南の字オロウエンシリベツ原野に含まれたが、開業時までに字王朗園となった。なお開業後間もない1941年（昭和16年）12月の字名改正により王朗園は豊里、上尾路遠・中尾路遠は清原や宮城に改正され、大滝村の行政区分からオロウエンに由来する名前は無くなった。
「おろえん」は様々な形で漢字表記されており、行政単位としては上記の通り「王朗園」や「尾路遠」が当てられているが、1971年（昭和46年）の実見によると、現地の駅名標は「尾路園」であった（近辺の橋梁名もこの字を使用していた）。また札幌鉄道管理局運転部では「尾路遠」、同施設部では「尾路園」と称し、付近のトンネルは「尾路焉」（後に平仮名表記となる）と称した。

## 駅構造
廃止時点で、単式ホーム1面1線を有する地上駅であった。1961年（昭和36年）頃までは上下列車用にそれぞれ別の場所に単式ホームがあったが、合理化により1箇所となった。
利用客減少後は、当乗降場付近で列車は徐行し、乗降客のない場合はそのまま通過する扱いを行っていた。乗降客が皆無となった末期は、全列車通過扱いであった。

## 駅周辺
- 北海道道695号清原喜茂別線[6]
- オロウェンシリベツ川[6] - 尻別川の支流。
- 広島峠

## 駅跡
2001年（平成13年）時点では新大滝駅 - 御園駅間の線路跡や橋梁が一部林道に転用されながら残存し、当駅跡の御園方には「尾路園架道橋」のガーダー橋も残存している。2010年（平成22年）時点、2011年（平成23年）時点でも同様であった。この橋は、記載された施工標によると、伊達紋別から46km443mの位置にあるとのことである。「尾路園架道橋」のすぐ隣りには「第二尾路園川橋梁」の橋台も残存していた。
また伊達紋別方に「おろえんトンネル」の坑口がコンクリートで封鎖された状態で残存しており、2010年（平成22年）時点でも同様であった。

## 隣の駅
日本国有鉄道
胆振線
新大滝駅 - 尾路遠仮乗降場 - 御園駅